# Office Depot

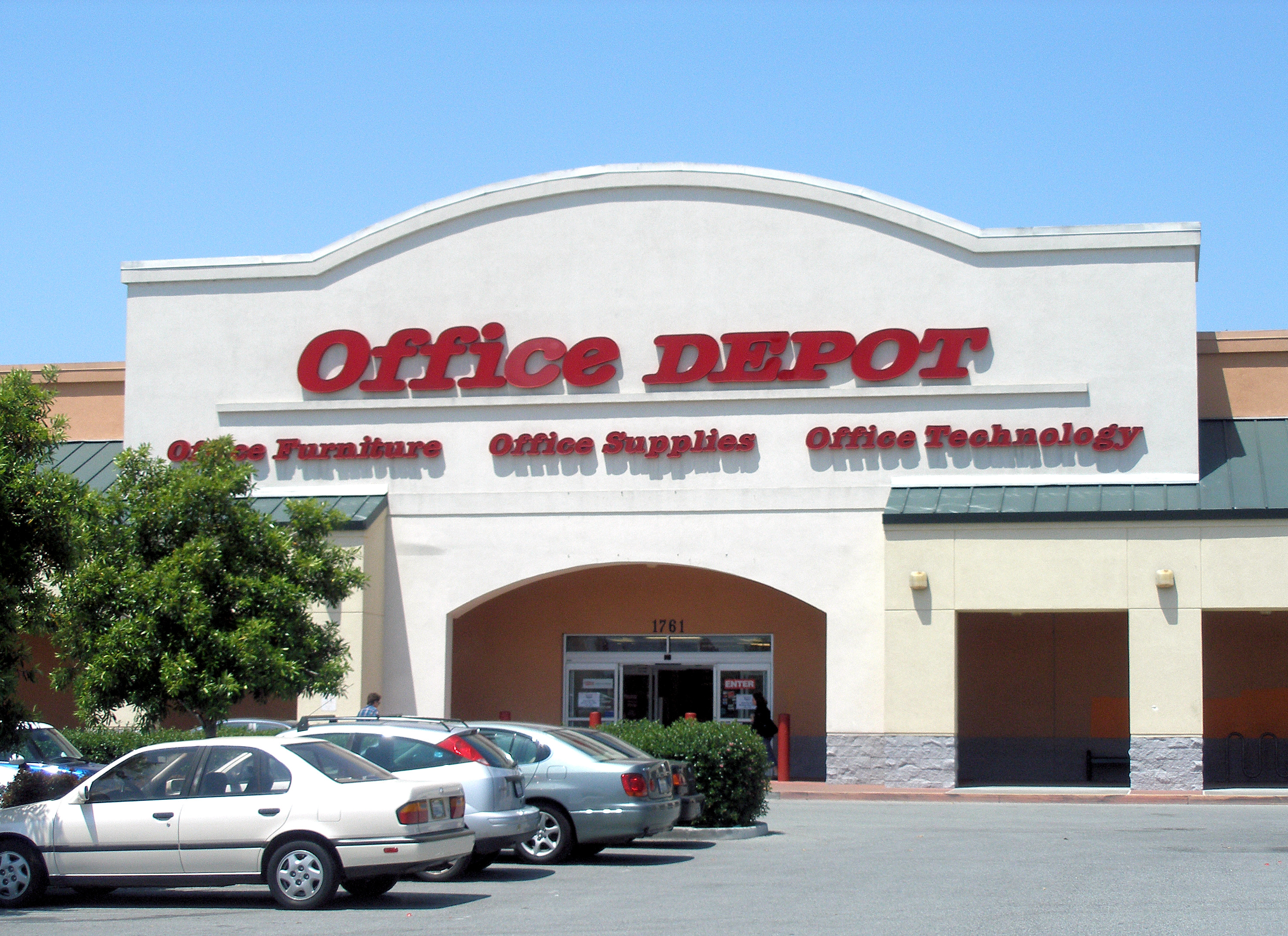
Front sklepu w Palo Alto

Office Depot – dostawca artykułów biurowych dla firm. Oferta produktowa zawiera m.in. artykuły piśmiennicze, papier, meble, tonery i drukarki oraz inne produkty wchodzące w skład kompleksowego zaopatrzenia biura.

## Historia
Firma założona w 1986 w USA przez trzech wspólników: Stephena Dougherty’ego, Pata Shera i Jacka Kopkina. W Europie firma działa od 2005 roku, w krajach zachodnich pod marką Viking, w krajach Europy Środkowo-Wschodniej i Południowej pod marką Office Depot. Obecnie firma posiada oddziały w 45 krajach na całym świecie.

### Kraje, w których m.in. działa Office Depot
- Austria
- Belgia
- Chiny
- Czechy
- Dania
- Finlandia
- Francja
- Gwatemala
- Hiszpania
- Holandia
- Irlandia
- Izrael
- Japonia
- Kanada
- Kolumbia
- Korea Południowa
- Kostaryka
- Litwa
- Luxemburg
- Meksyk
- Niemcy
- Norwegia
- Polska
- Portugalia
- Salwador
- Słowacja
- Szwajcaria
- Szwecja
- USA
- Węgry
- Wielka Brytania
- Włochy

### Office Depot w Polsce
W Polsce firma Office Depot istnieje od 1995 roku, miała pierwszy sklep w Centrum Handlowym Janki. Aktualnie swoje produkty oferuje jedynie na rynku B2B.

### Marka własna
Oprócz wiodących producentów artykułów biurowych, Office Depot oferuje również marki własne:
- Office Depot
- Niceday
- Foray
- Real Space